# Ryan Koolwijk
Ryan Koolwijk (Rotterdam, 8 agosto 1985) è un ex calciatore surinamese con cittadinanza olandese, di ruolo centrocampista.

## Carriera

### Club
Ha giocato nella prima e nella seconda divisione olandese e nella prima divisione slovacca (con l'AS Trenčín).

### Nazionale
Ha partecipato alla CONCACAF Gold Cup 2021.

## Palmarès

### Club

#### Competizioni nazionali
- Campionato slovacco: 1

AS Trenčín: 2015-2016
- Coppa di Slovacchia: 1

AS Trenčín: 2015-2016